# Saccostomus campestris
Saccostomus campestris és una espècie de mamífer rosegador de la família dels nesòmids. Viu a Angola, Botswana, la República Democràtica del Congo, Malawi, Moçambic, Namíbia, Sud-àfrica, Tanzània, Zàmbia i Zimbàbue. El seu hàbitat natural són els boscos de sabana i altres zones. És una espècie en risc mínim, és a dir, no sembla que hi hagi cap amenaça significativa per a la seva supervivència. El seu nom específic, campestris, significa ‘campestre’ en llatí.